# Paradise (bài hát của Coldplay)
"Paradise" là một bài hát của ban nhạc Anh quốc Coldplay nằm trong album phòng thu thứ năm của họ, Mylo Xyloto (2011). Nó được phát hành vào ngày 12 tháng 9 năm 2011 như là đĩa đơn thứ hai trích từ album bởi Parlophone và Capitol Records. Bài hát được đồng viết lời bởi bốn thành viên của Coldplay (Guy Berryman, Jonny Buckland, Will Champion và Chris Martin), trong khi phần sản xuất được đảm nhiệm bởi Markus Dravs, Daniel Green, Rik Simpson và Brian Eno, những cộng tác viên quen thuộc xuyên suốt sự nghiệp của nhóm. "Paradise" là một bản pop rock ballad kết hợp với những yếu tố từ R&B mang nội dung đề cập đến những hy vọng và giấc mơ về một thiên đường lý tưởng của một cô gái trẻ. Ban đầu, nó được Martin dự định sáng tác như là bài hát cho người chiến thắng của The X Factor UK vào năm 2010 sau khi nhận được lời đề nghị từ những nhà sản xuất chương trình, trước khi Champion ngỏ ý về việc đưa tác phẩm vào Mylo Xyloto.
Sau khi phát hành, "Paradise" nhận được những phản ứng tích cực từ các nhà phê bình âm nhạc, trong đó họ đánh giá cao giai điệu ấm áp, chất giọng của Martin cũng như quá trình sản xuất nó, đồng thời gọi đây là một điểm nhấn nổi bật từ album. Ngoài ra, bài hát còn gặt hái nhiều giải thưởng và đề cử tại những lễ trao giải lớn, bao gồm một đề cử giải Grammy cho Trình diễn song tấu hoặc nhóm nhạc pop xuất sắc nhất tại lễ trao giải thường niên lần thứ 54. "Paradise" cũng tiếp nhận những thành công vượt trội về mặt thương mại, đứng đầu các bảng xếp hạng ở Na Uy và Vương quốc Anh, đồng thời lọt vào top 10 ở hầu hết những quốc gia bài hát xuất hiện, bao gồm vươn đến top 5 ở những thị trường lớn như Úc, Bỉ, Đan Mạch, Phần Lan, Pháp, Ireland, Ý, Hà Lan, New Zealand, Tây Ban Nha và Thụy Sĩ. Tại Hoa Kỳ, nó đạt vị trí thứ 15 trên bảng xếp hạng Billboard Hot 100, trở thành đĩa đơn thứ tư của Coldplay lọt vào top 20, cũng như tiêu thụ được hơn 2.8 triệu bản tại đây.
Video ca nhạc cho "Paradise" được thực hiện bởi Mat Whitecross, trong đó bao gồm những cảnh Martin hóa thân thành một con voi đang cố gắng trốn thoát khỏi một sở thú và đi lang thang để tìm về quê hương ở Cape Town, Nam Phi, xen kẽ với những cảnh Coldplay hát ở một buổi hòa nhạc. Nó đã chiến thắng một hạng mục tại giải Video âm nhạc của MTV năm 2012 cho Video rock xuất sắc nhất. Để quảng bá bài hát, nhóm đã trình diễn "Paradise" trên nhiều chương trình truyền hình và lễ trao giải lớn, bao gồm American Idol, The Ellen DeGeneres Show, The Jonathan Ross Show, Late Show with David Letterman, Saturday Night Live, The X Factor UK và giải Grammy lần thứ 54, cũng như trong nhiều chuyến lưu diễn của họ. Kể từ khi phát hành, nó đã xuất hiện trong nhiều tác phẩm điện ảnh và truyền hình, như The Block, Divorce, Skam và Tarzan. Tính đến nay, "Paradise" đã bán được hơn 8 triệu bản trên toàn cầu, trở thành một trong những đĩa đơn bán chạy nhất mọi thời đại.

## Danh sách bài hát
- Tải kĩ thuật số[2]

1. "Paradise" – 4:38

- Tải kĩ thuật số – Fedde le Grand phối lại[3]

1. "Paradise" (Fedde le Grand phối lại) – 7:15

- Tải kĩ thuật số – Tiësto phối lại[4]

1. "Paradise" (Tiësto phối lại) – 4:45

## Xếp hạng
| Bảng xếp hạng (2011-14)                    | Vị trí cao nhất |
| ------------------------------------------ | --------------- |
| Anh Quốc (OCC)                             | 1               |
| Áo (Ö3 Austria Top 40)                     | 22              |
| Bỉ (Ultratop 50 Flanders)                  | 3               |
| Bỉ (Ultratop 50 Wallonia)                  | 3               |
| Brazil (Billboard Brasil Hot 100)          | 13              |
| Brasil (Billboard Brasil Hot Pop Songs)    | 2               |
| Canada (Canadian Hot 100)                  | 13              |
| Cộng hòa Séc (Rádio Top 100)               | 1               |
| Cộng hòa Séc (Singles Digitál Top 100)     | 67              |
| Đan Mạch (Tracklisten)                     | 5               |
| Phần Lan (Suomen virallinen lista)         | 5               |
| Pháp (SNEP)                                | 5               |
| Đức (GfK)                                  | 12              |
| Hy Lạp Nhạc số (Billboard)                 | 5               |
| Hungary (Rádiós Top 40)                    | 7               |
| Ireland (IRMA)                             | 2               |
| Israel (Media Forest)                      | 2               |
| Nhật Bản (Japan Hot 100)                   | 16              |
| Hà Lan (Dutch Top 40)                      | 3               |
| Hà Lan (Single Top 100)                    | 2               |
| New Zealand (Recorded Music NZ)            | 3               |
| Na Uy (VG-lista)                           | 1               |
| Scotland (OCC)                             | 1               |
| Slovenia (SloTop50)                        | 46              |
| Tây Ban Nha (PROMUSICAE)                   | 5               |
| Thụy Sĩ (Schweizer Hitparade)              | 4               |
| Hoa Kỳ Billboard Hot 100                   | 15              |
| Hoa Kỳ Adult Alternative Songs (Billboard) | 1               |
| Hoa Kỳ Adult Contemporary (Billboard)      | 27              |
| Hoa Kỳ Adult Pop Airplay (Billboard)       | 5               |
| Hoa Kỳ Alternative Songs (Billboard)       | 1               |
| Hoa Kỳ Dance Club Songs (Billboard)        | 7               |
| Hoa Kỳ Hot Rock Songs (Billboard)          | 3               |
| Hoa Kỳ Pop Airplay (Billboard)             | 35              |
| Úc (ARIA)                                  | 3               |
| Ý (FIMI)                                   | 2               |

| Bảng xếp hạng (2011)                   | Vị trí |
| -------------------------------------- | ------ |
| Australia (ARIA)                       | 54     |
| Belgium (Ultratop 50 Flanders)         | 47     |
| Belgium (Ultratop 40 Wallonia)         | 72     |
| France (SNEP)                          | 50     |
| Germany (Official German Charts)       | 61     |
| Hungary (Rádiós Top 40)                | 85     |
| Israel (Media Forest)                  | 37     |
| Italy (FIMI)                           | 7      |
| Netherlands (Dutch Top 40)             | 17     |
| Netherlands (Single Top 100)           | 25     |
| New Zealand (Recorded Music NZ)        | 32     |
| Spain (PROMUSICAE)                     | 43     |
| Switzerland (Schweizer Hitparade)      | 34     |
| UK Singles (Official Charts Company)   | 39     |
| Bảng xếp hạng (2012)                   | Vị trí |
| Australia (ARIA)                       | 24     |
| Belgium (Ultratop 50 Flanders)         | 79     |
| Belgium (Ultratop 50 Wallonia)         | 57     |
| Canada (Canadian Hot 100)              | 80     |
| France (SNEP)                          | 46     |
| Hungary (Rádiós Top 40)                | 52     |
| Israel (Media Forest)                  | 11     |
| Netherlands (Dutch Top 40)             | 86     |
| New Zealand (Recorded Music NZ)        | 49     |
| Switzerland (Schweizer Hitparade)      | 65     |
| UK Singles (Official Charts Company)   | 45     |
| US Billboard Hot 100                   | 69     |
| US Adult Alternative Songs (Billboard) | 29     |
| US Adult Top 40 (Billboard)            | 22     |
| US Alternative Songs (Billboard)       | 21     |
| US Rock Songs (Billboard)              | 18     |

| Bảng xếp hạng                        | Vị trí |
| ------------------------------------ | ------ |
| UK Singles (Official Charts Company) | 153    |

## Chứng nhận
| Quốc gia | Chứng nhận  | Số đơn vị/doanh số chứng nhận |
| --- | ----------- | ----------------------------- |
| Anh Quốc (BPI) | 2× Bạch kim | 1.380.000                     |
| Bỉ (BEA) | Vàng        | 15.000*                       |
| Canada (Music Canada) | 3× Bạch kim | 240.000*                      |
| Đan Mạch (IFPI Đan Mạch) | Bạch kim    | 30.000^                       |
| Đức (BVMI) | Vàng        | 250.000^                      |
| Ireland (IRMA) | Vàng        | 7.500^                        |
| México (AMPROFON) | Bạch kim    | 60.000*                       |
| New Zealand (RMNZ) | 2× Bạch kim | 30.000*                       |
| Hoa Kỳ (RIAA) | Bạch kim    | 2.875.000                     |
| Pháp (SNEP) | Vàng        | 150.000*                      |
| Úc (ARIA) | 6× Bạch kim | 420.000^                      |
| Ý (FIMI) | 3× Bạch kim | 90.000*                       |
| Streaming |             |                               |
| Đan Mạch (IFPI Đan Mạch) | Bạch kim    | 1.800.000^                    |
| * Chứng nhận dựa theo doanh số tiêu thụ. ^ Chứng nhận dựa theo doanh số nhập hàng. ‡ Chứng nhận dựa theo doanh số tiêu thụ và phát trực tuyến. |             |                               |

## Lịch sử phát hành
| Quốc gia       | Ngày                | Định dạng                     | Hãng đĩa   |
| -------------- | ------------------- | ----------------------------- | ---------- |
| Vương quốc Anh | 12 tháng 9 năm 2011 | Tải nhạc số                   | Parlophone |
| Hoa Kỳ         | 12 tháng 9 năm 2011 | Tải nhạc số                   | Parlophone |
| Hoa Kỳ         | 26 tháng 9 năm 2011 | Adult album alternative radio | Capitol    |
| Hoa Kỳ         | 27 tháng 9 năm 2011 | Modern rock radio             | Capitol    |
| Hoa Kỳ         | 3 tháng 10 năm 2011 | Hot adult contemporary radio  | Capitol    |
| Hoa Kỳ         | 4 tháng 10 năm 2011 | Contemporary hit radio        | Capitol    |